# Sverrir Gudnason
Sverrir Gudnason (IJslands: Guðnason; Lund, 12 september 1978) is een Zweedse acteur van IJslandse afkomst. In 2007 speelde hij de hoofdrol in de televisieserie Upp till kamp. Gudnason kwam in 1990 met zijn familie naar Zweden toen zijn vader werd aangesteld op de KTH (Koninklijk Instituut voor Technologie) in Stockholm.
In zijn jeugd speelde hij op zijn school in Reykjavik een theaterstuk. Iemand uit de Stadsschouwburg van Reykjavik zag dit stuk en nodige getalenteerde jongens van zijn school uit om auditie te doen. Er werd namelijk een jonge jongen gezocht voor de hoofdrol in een grote film. Gudnason kreeg de rol en sindsdien richtte hij zich op het acteren. Dat werd echter eerst wat minder toen hij naar Zweden verhuisde, omdat hij nog geen Zweeds sprak. Hij leerde Zweeds op school en hervond zijn droom om acteur te worden. Hij begon een theateropleiding en werd hij ook in Zweden populair.
Op het Internationaal filmfestival van Shanghai 2009 ontving hij de prijs voor beste Zweedse mannelijke acteur voor zijn rol in de film Original.
In Nederland en België is Gudnason vooral bekend door de televisieserie Wallander, waarin hij in 2009 en 2010 speelde.